# Miwa Morikawa
Miwa Morikawa (en japonés: 森川美和, Morikawa Miwa; 22 de julio de 1999) es una deportista japonesa que compite en lucha libre. Ganó cuatro medallas en el Campeonato Mundial de Lucha entre los años 2021 y 2024.

## Palmarés internacional
| Campeonato Mundial | Campeonato Mundial | Campeonato Mundial | Campeonato Mundial |
| Año                | Lugar              | Medalla            | Categoría          |
| ------------------ | ------------------ | ------------------ | ------------------ |
| 2021               | Oslo (Noruega)     | Medalla de plata   | 65 kg              |
| 2022               | Belgrado (Serbia)  | Medalla de oro     | 65 kg              |
| 2023               | Belgrado (Serbia)  | Medalla de bronce  | 72 kg              |
| 2024               | Tirana (Albania)   | Medalla de bronce  | 65 kg              |